# لوس ۱۲۹۲
سیارک ۱۲۹۲ (به انگلیسی: 1292 Luce، نامگذاری:1933SH) هزار و دویست و نود و دومین سیارک کشف شده‌است که در ۱۷ سپتامبر ۱۹۳۳ کشف شد.
قدر مطلق سیارک برابر ۱۱٫۳۰ است.